# Parafia Wniebowzięcia Najświętszej Maryi Panny w Opatowie
Parafia pw. Wniebowzięcia Najświętszej Maryi Panny w Opatowie – parafia rzymskokatolicka znajdująca się w diecezji sandomierskiej w dekanacie Opatów. Została erygowana w 1989 przy klasztorze bernardynów. Mieści się przy ulicy Klasztornej.